# Grapevine (Teksas)
Grapevine je grad u američkoj saveznoj državi Teksas. Prema popisu stanovništva iz 2010. u njemu je živjelo 46.334 stanovnika.